# Kitsanjärvi
Kitsanjärvi eller Kiitsajärvi är en sjö i Finland. Den ligger i kommunen Joensuu i landskapet Norra Karelen, i den sydöstra delen av landet, 400 km nordost om huvudstaden Helsingfors. Kitsanjärvi ligger 144,8 meter över havet. I omgivningarna runt Kitsanjärvi växer i huvudsak blandskog. Den är 5,4 meter djup. Arean är 1,01 kvadratkilometer och strandlinjen är 9,78 kilometer lång. Sjön  ingår i Jänisjokis huvudavrinningsområde. 